# Marila domingensis
Marila domingensis là một loài thực vật có hoa trong họ Calophyllaceae. Loài này được Urb. mô tả khoa học đầu tiên năm 1929.